# ناحیه تیزی غنیف
ناحیه تیزی غنیف (به عربی: دائرة تیزی غنیف) یک ناحیه در الجزایر است که در استان تیزی وزو واقع شده‌است.

## خصوصیات
ناحیه تیزی غنیف ۴۱٫۰۷ کیلومترمربع مساحت و ۲۹٬۴۰۹ نفر جمعیت دارد.